# Ensaïmada
Ensaïmada je sladké pečivo s chráněným zeměpisným označením pocházející ze španělského ostrova Mallorca. Připravuje se z mouky, vody, cukru, vajec, kvásku, a sádla (katalánsky saïm, odtud název). Tradiční ensaïmada je bez náplně, prodává se však i plněná krémem, smetanou, čokoládou, nebo tykvovitou zeleninou – nejčastěji dýní – tzv. cabello de ángel.
Španělští emigranti a kolonisté ensaïmadu rozšířili do celého světa. Populární je v Argentině, Portoriku, USA, nebo na Filipínách.